# 純ハズレ
純ハズレ（じゅんハズレ）とは、パチスロ用語で、抽選の結果、どのような役にも当選していないこと。「完全ハズレ」ともいう。

## 概要

### 4号機
4号機の中頃までは小役もボーナスも当たらない＝「ハズレ」に名前をつける理由はなかったが、2000年に発売された『獣王』（サミー）の登場で、どのような役にも当選しないことがアシストタイム（AT）の突入契機になる内部仕様だったことから、攻略誌が『純ハズレ（完全ハズレ）』の名称を主体的に用いるようになり、それまでの「ハズレ」と区別されるようになった。
『獣王』の場合、通常時に15枚小役がほぼ毎回成立しているが、リールの停止位置によって成立した小役を引き込めないことから、多くの成立15枚役を取りこぼしてしまう。しかし、AT（サバンナチャンス）に突入すると成立した図柄パターンがドットLEDによりナビゲーションされ、ほぼ毎回成立している15枚小役を獲得できる仕様になっており、その突入契機になっていたのが、「何も当選していないこと」であった。そのため通常時の小役の取りこぼしでリールに何も揃っていない状態＝「ハズレ」と、内部的にどのような役にも当選していない状態＝「純ハズレ」を区別する必要があった。
その後、いわゆるストック機において、揃わないリプレイを超高確率で抽選するリプレイタイムをプログラム的に多用されるようになったため、「何も当選していないハズレ」を「揃わないリプレイ」（見た目は単なるハズレに見える）と区別する意味で『純ハズレ』という言葉に複数の意味が発生し、広く普及することとなった。
4号機のストック機ではこの純ハズレを引くとRT解除＝ボーナス放出となる機種が多い。『獣王』をはじめとするAT機などではAT抽選を行う契機となるものも多い。
内部的に純ハズレをさらに「強ハズレ」と「弱ハズレ」の2つに分ける機種もある（『アラジン2エボリューション』など）。
このことからリール上では何も当選していない「ハズレ」であるが、『吉宗』・『押忍!番長』（大都技研）では純ハズレ出現でボーナス放出が確定するといったように、「ハズレ」という名称ながらも、さまざまな恩恵を得られるケースも多い。

### 5号機
5号機ではその規定上「揃わないリプレイ」という状態を作ることが認められなくなった。また小役に関しても「全ての小役が入賞したものとしてシミュレーションを行う」規定が追加されたため、高確率で小役を抽選すると出玉率に関する規制をオーバーしてしまう。これらの規定をクリアするには通常時に何の小役のフラグも成立していない状態を頻繁に作り出すしかなく、通常時の純ハズレは珍しくなくなり、一時は特別な意味を持たないものとなった。一方で『リオパラダイス』（ネット）、『マーベルヒーローズ』（タイヨーエレック）などでは、ボーナス時に何の小役も成立しなかった場合、ボーナス終了後に何らかの特典を得られる機種も登場した。
5号機では純ハズレの規定上の制限に変更があり、4号機ではどんな状態（ボーナスゲーム中など）であっても必ず「純ハズレ」の可能性があるように設計しなければならなかったのに対し、5号機ではボーナスやRT中などで、絶対に「純ハズレ」に当選しない状態が存在してもよくなった。
その後2008年3月に行われた規制緩和により、ボーナス成立時のリール優先制御の仕組みが変更され「リプレイ＞小役＞ボーナス」という制御が可能になったことを受け、通常時に超高確率で小役（多くの場合1枚役）を抽選することで、「リプレイも小役も成立していない（＝純ハズレ）時のみボーナスを揃えられるようにする」というアイデアが生まれた。具体的には『ドラキュラ』（ネット）が「通常時の純ハズレ＝ボーナス連荘突入」という形で通常時の純ハズレに特別な意味を持たせるために採用しているほか、2012年より主流になった高純増AT機では、純増0枚のため揃えても意味のない内部ボーナスを揃えさせないために、ボーナスを揃えられる純ハズレを超低確率（おおむね1/65536）にしている。